# Zavkhan

Zavhan (Завхан, em mongol) é uma província da Mongólia. Sua capital é Uliastay.